# وایت‌جتس
وایت‌جتس (به انگلیسی: Whitejets) یک شرکت هواپیمایی با کد یاتا W7 است که در ۲۰۱۰ میلادی تأسیس شده و در ۲۰۱۰ فعالیتش را آغاز کرده‌است. دفتر مرکزی وایت‌جتس در کمپیناس، برزیل واقع شده‌است و قطب این شرکت هواپیمایی در فرودگاه بین‌المللی ویراکوپوس-کامپیناس قرار دارد.